# Pennell Coast

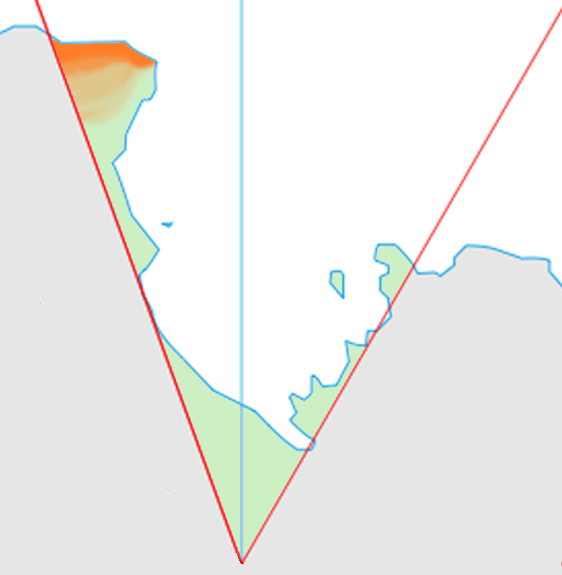
Położenie na mapie regionu Morza Rossa, Pennell Coast zaznaczone jest kolorem pomarańczowym

Pennell Coast  – część wybrzeża Ziemi Wiktorii między Cape Williams a Przylądkiem Adare’a.

## Nazwa
Nazwany przez nowozelandzki komitet ds. nazw antarktycznych (ang. New Zealand Antarctic Place-Names Committee) na cześć Harry’ego Pennella (1882–1916), kapitana statku „Terra Nova”, na którym na kontynent przybyła brytyjska ekspedycja z lat 1910–1913 pod dowództwem Roberta Scotta (1868–1912) . Pennell w jej czasie prowadził badania oceanograficzne Morza Rossa . W lutym 1911 roku badał wybrzeże i sprowadził na ląd grupę północną ekspedycji pod dowództwem porucznika Victora Campbella (1875–1956) .

## Geografia
Pennell Coast leży na Ziemi Wiktorii między Cape Williams na zachodzie, za którym rozciąga się Wybrzeże Oatesa, a Przylądkiem Adare’a na wschodzie, który oddziela je od Wybrzeża Borchgrevinka . 

## Historia
W lutym 1911 roku wzdłuż wybrzeża żeglował statek ekspedycji Terra Nova, by wysadzić na ląd grupę północną ekspedycji pod dowództwem porucznika Campbella . Kapitan statku Harry Pennell nazwał wiele obiektów geograficznych na wybrzeżu, m.in. Wilson Hills .